# Expressão heteróloga
O termo expressão heteróloga refere-se à expressão de um gene ou de um fragmento de um gene em um organismo hospedeiro que não o possui naturalmente. A inserção do gene no hospedeiro heterólogo é realizada por meio da tecnologia de DNA recombinante. Após ser inserido, o gene pode ser integrado ao DNA do hospedeiro, causando uma expressão permanente, ou não integrado, causando uma expressão transitória. A expressão heteróloga pode ser feita em muitos tipos de organismos hospedeiros, podendo ser realizada em bactérias, leveduras, células de mamífero ou células vegetais. Na expressão heteróloga, o hospedeiro é chamado de "sistema de expressão".
O termo expressão homóloga, por outro lado, refere-se à superexpressão de um gene em um sistema de onde ele se origina.
Os genes são submetidos à expressão heteróloga frequentemente para o estudo de interações específicas de proteínas. Células de E. coli, leveduras (S. cerevisiae, P. pastoris), células imortalizadas de mamíferos e oócitos de anfíbios (ou seja, ovos não fertilizados) são frequentemente utilizados em estudos que requerem expressão heteróloga.